# CPJ International Press Freedom Awards
Die CPJ International Press Freedom Awards sind eine Auszeichnung für besondere Verdienste zur Pressefreiheit. Sie ehrt Journalisten und Publikationen, die sich auch angesichts gefährlicher Situationen, Bedrohung oder Verhaftung für  Pressefreiheit einsetzten. Verliehen wurde die Auszeichnung erstmals 1991 vom Committee to Protect Journalists (CPJ), einer unabhängigen Nichtregierungsorganisation mit Sitz in New York City.
Darüber hinaus versucht die Organisation, die Aufmerksamkeit lokaler und internationaler Berichterstattung stärker auf Länder mit schwerwiegenden Verstößen gegen die Pressefreiheit zu legen.
Die Verleihung der Awards findet jährlich im November in New York statt und geht an vier bis sieben Personen oder Publikationen. Im Zuge der Zeremonie übergibt das CPJ ebenfalls den Burton Benjamin Memorial Award für „lifelong work to advance press freedom“. Moderiert wurde die Veranstaltung in der Vergangenheit unter anderem vom amerikanischen Journalisten Terry A. Anderson, der britisch-iranischen Journalistin Christiane Amanpour und den NBC-Nightly-News-Moderatoren Brian Williams und Tom Brokaw. 1998 unterbrachen Demonstranten die Verleihung, um für die Freilassung des in Pennsylvania zum Tode verurteilten früheren Black-Panther-Mitglieds Mumia Abu-Jamal zu protestieren.
Die ersten Awards erhielten 1991 der amerikanische Fotojournalist Bill Foley, seine ebenfalls als Journalistin tätige Frau Cary Vaughan, der kamerunische Reporter Pius Njawé, die chinesischen Regimekritiker Wang Juntao und Chen Ziming, die russische Fernsehmoderatorin Tatyana Mitkova sowie der guatemaltekische Journalist Byron Barrera. 2012 wurden die Awards an die eigene 22. Gruppe von Journalisten verliehen. In drei Fällen vergab das CPJ Awards an Nachrichtenagenturen, deren Mitarbeiter hohem Risiko ausgesetzt waren: die tadschikische Zeitung Navidi Vakhsh (1994), die durch Mordanschläge im Bürgerkrieg 1992–97 mehrere Journalisten verlor; die guatemaltekische Zeitung Siglo Veintiuno (1995), die wegen unzensierter Berichterstattung über staatliche Korruption und Menschenrechtsverletzungen Angriffen von Polizei und Armee ausgesetzt war; und die türkische Zeitung Özgür Gündem, die sich aufgrund der Berichterstattung über den Konflikt zwischen Türkischem Militär und Kurdischer Arbeiterpartei mit Zensur, Verhaftungen und Anschlägen konfrontiert sah.
Gelegentlich nehmen inhaftierte Preisträger den Award zu einem späteren Zeitpunkt entgegen, wie die Chinesin Jiang Weiping und Eynulla Fatullayev aus Aserbaidschan. Weiping wurde 2001 ausgezeichnet, konnte der Verleihung allerdings erst 2009 beiwohnen. Fatullayev erhielt ihren Award im Jahr 2009, konnte ihn jedoch erst 2011 entgegennehmen. Der inhaftierte sri-lankische Journalist J. S. Tissainayagam wurde ebenfalls 2009 in Abwesenheit ausgezeichnet. Er erhielt seine Freiheit rechtzeitig zur Verleihung 2010 und scherzte in seiner Rede: „Ladies and gentlemen, my apologies for being late.“
Drei Awards wurden postum vergeben: an den ABC-News-Produzenten David Kaplan, der in Sarajevo 1992 von einem Scharfschützen erschossen wurde; an den russischen Forbes-Journalisten Paul Klebnikov, der 2004 von Unbekannten erschossen wurde; und an den irakischen Al-Arabiya-Journalisten Atwar Bahjat, der im Februar 2006 entführt und ermordet wurde. Einige Preisträger wurden im Jahr nach ihrer Auszeichnung bedroht und angegriffen. Die Frau des guatemaltekischen Journalisten Byron Barrera (1991) starb nach einem Angriff auf das Fahrzeug der beiden. Željko Kopanja (2000) verlor ein Bein durch eine Autobombe.
Weitere Laureaten starben nach der Verleihung: Die irische Journalistin Veronica Guerin (1995) wurde ein Jahr nach der Entgegennahme ermordet. Der palästinensische Kameramann Mazen Dana (1991) wurde zwei Jahre nach seiner Auszeichnung im Irak von einem US-Soldaten erschossen. Der eritreische Journalist Fesshaye Yohannes (2002) starb in Haft, die genauen Umstände und das Jahr seines Todes sind aufgrund von widersprüchlichen Berichten und Geheimhaltung unklar.

## Preisträger
Die folgende Liste enthält die Empfänger der Awards, wie sie von der offiziellen CPJ-Webseite veröffentlicht wurden. Sie kann nach Name, Jahr und Land sortiert werden. Durch die verschiedenen Namenskonventionen in den Ländern sind nicht alle Namen nach Nachnamen geordnet. Namen in kursiv bezeichnen Publikationen, die einen Award erhielten.

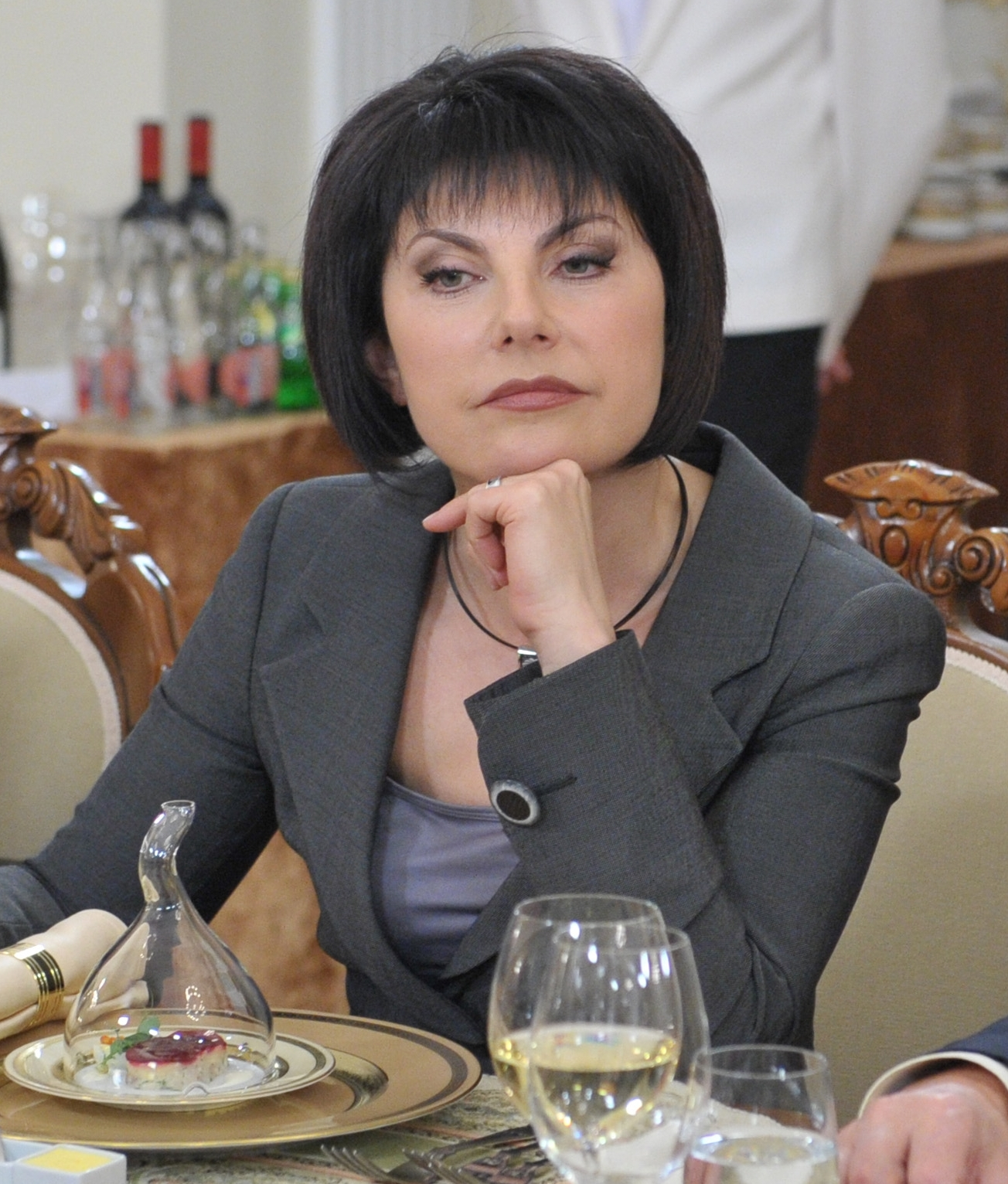
Preisträgerin Tatyana Mitkova 1991

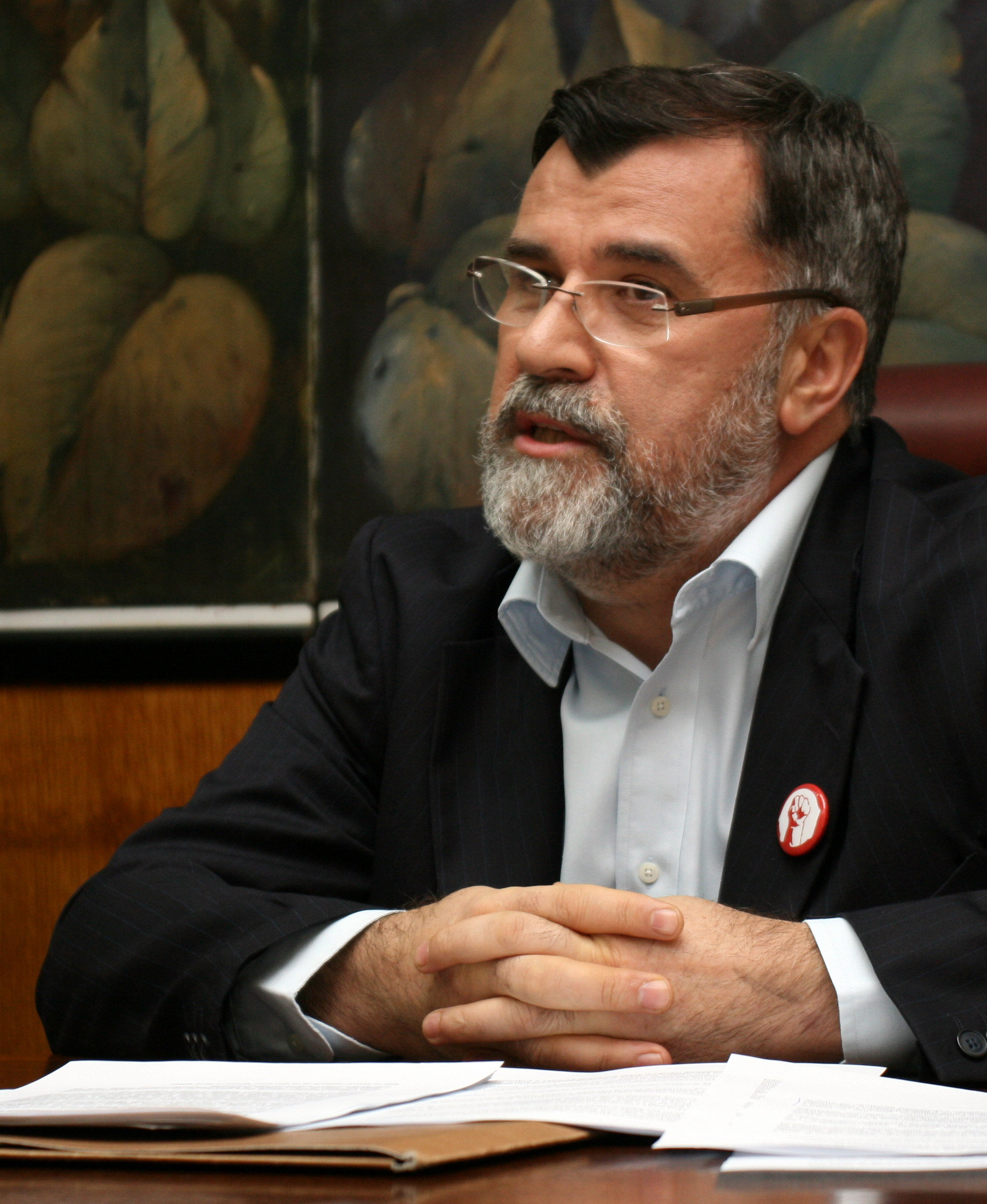
Preisträger Veran Matić 1993

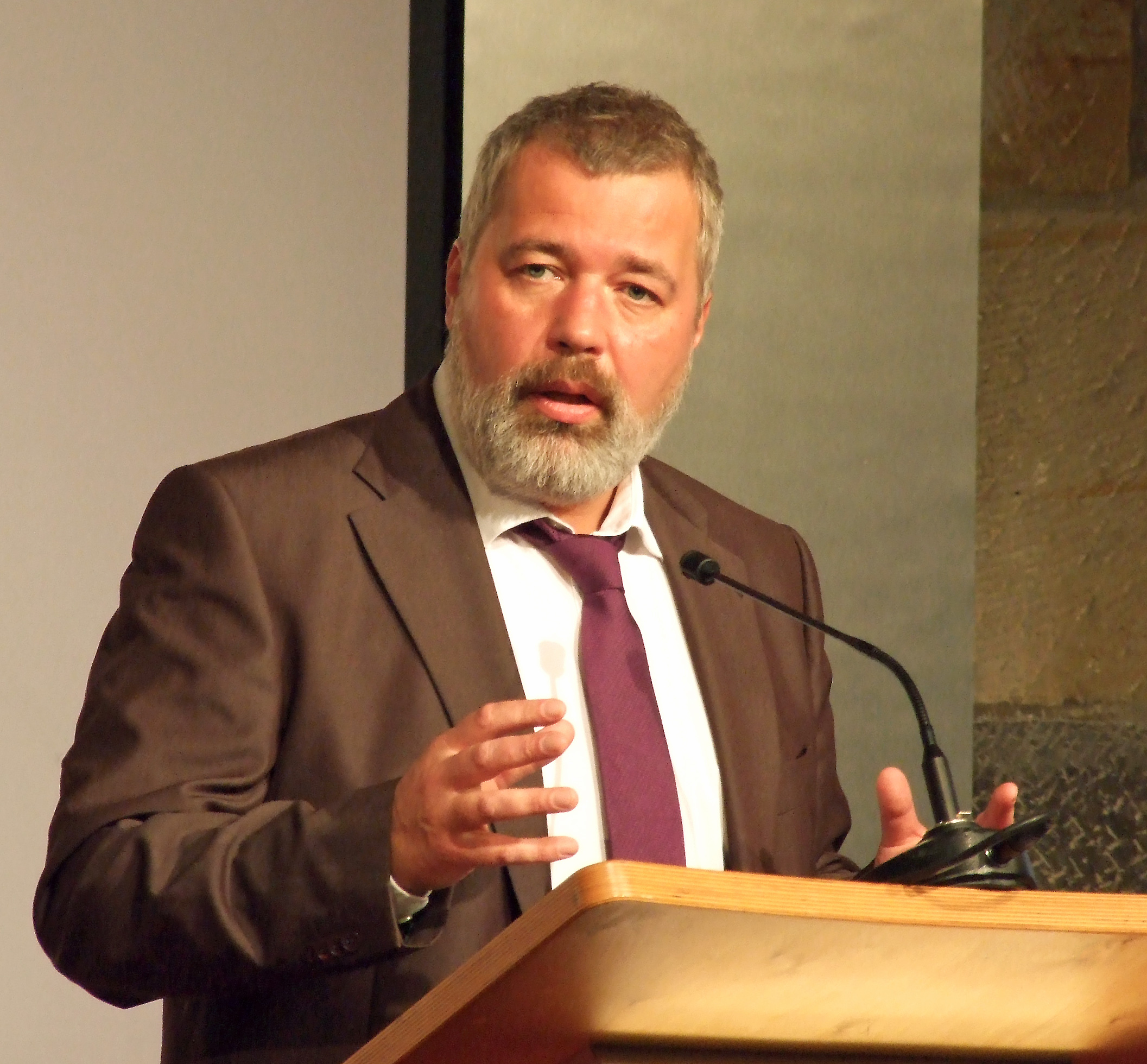
Preisträger Dmitry Muratov 2007

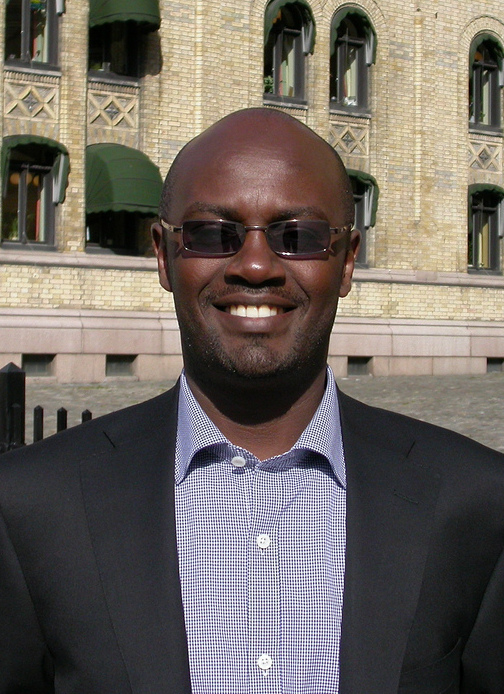
Preisträger Andrew Mwenda 2008

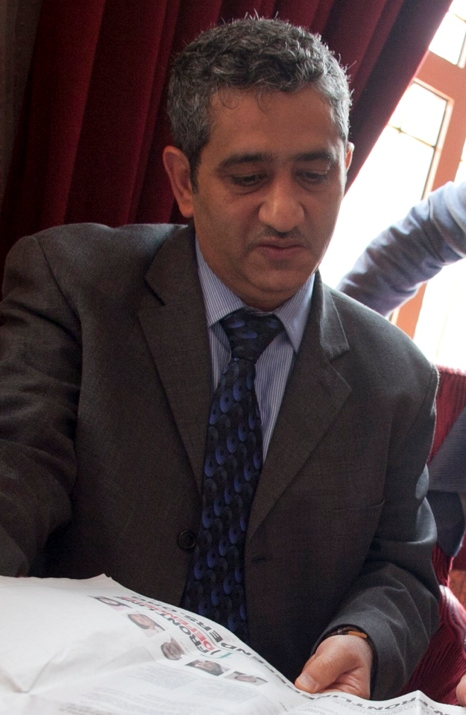
Preisträger Mansoor Al-Jamri 2011

| † | Award postum vergeben |

| Jahr | Empfänger                                       | Land                         | Quelle |
| ---- | ----------------------------------------------- | ---------------------------- | ------ |
| 1991 | Bill Foley und Cary Vaughan                     | Vereinigte Staaten           | [ 9 ]  |
| 1991 | Pius Njawé                                      | Kamerun                      | [ 9 ]  |
| 1991 | Wang Juntao und Chen Ziming                     | Volksrepublik China          | [ 9 ]  |
| 1991 | Tatyana Mitkova                                 | Russland                     | [ 9 ]  |
| 1991 | Byron Barrera                                   | Guatemala                    | [ 9 ]  |
| 1992 | David Kaplan †                                  | Vereinigte Staaten           | [ 9 ]  |
| 1992 | Mohammed Al-Sager                               | Kuwait                       | [ 9 ]  |
| 1992 | Sony Esteus                                     | Haiti                        | [ 9 ]  |
| 1992 | Gwendolyn Lister                                | Namibia                      | [ 9 ]  |
| 1992 | Thepchai Yong                                   | Thailand                     | [ 9 ]  |
| 1993 | Omar Belhouchet                                 | Algerien                     | [ 9 ]  |
| 1993 | Doan Viet Hoat                                  | Vietnam                      | [ 9 ]  |
| 1993 | Nosa Igiebor                                    | Nigeria                      | [ 9 ]  |
| 1993 | Veran Matić                                     | Jugoslawien                  | [ 9 ]  |
| 1993 | Ricardo Uceda                                   | Peru                         | [ 9 ]  |
| 1994 | Iqbal Athas                                     | Sri Lanka                    | [ 9 ]  |
| 1994 | Aziz Nesin                                      | Türkei                       | [ 9 ]  |
| 1994 | Yndamiro Restano                                | Kuba                         | [ 9 ]  |
| 1994 | Daisy Li Yuet-Wah                               | Hongkong                     | [ 9 ]  |
| 1994 | Navidi Vakhsh                                   | Tadschikistan                | [ 9 ]  |
| 1995 | Yevgeny Kiselyov                                | Russland                     | [ 9 ]  |
| 1995 | José Rubén Zamora Marroquín und Siglo Veintiuno | Guatemala                    | [ 9 ]  |
| 1995 | Fred M'membe                                    | Sambia                       | [ 9 ]  |
| 1995 | Ahmad Taufik                                    | Indonesien                   | [ 9 ]  |
| 1995 | Veronica Guerin                                 | Irland                       | [ 9 ]  |
| 1996 | Yusuf Jameel                                    | Indien                       | [ 9 ]  |
| 1996 | Jesús Blancornelas                              | Mexiko                       | [ 9 ]  |
| 1996 | Daoud Kuttab                                    | Palästina                    | [ 9 ]  |
| 1996 | Ocak Işık Yurtçu und Özgür Gündem               | Türkei                       | [ 9 ]  |
| 1997 | Christine Anyanwu                               | Nigeria                      | [ 22 ] |
| 1997 | Ying Chan und Shieh Chung-liang                 | Hongkong, Taiwan             | [ 22 ] |
| 1997 | Freedom Neruda                                  | Elfenbeinküste               | [ 22 ] |
| 1997 | Viktor Ivančić                                  | Kroatien                     | [ 22 ] |
| 1997 | Yelena Masyuk                                   | Russland                     | [ 22 ] |
| 1998 | Grémah Boucar                                   | Niger                        | [ 23 ] |
| 1998 | Gustavo Gorriti                                 | Peru                         | [ 23 ] |
| 1998 | Goenawan Mohamad                                | Indonesien                   | [ 23 ] |
| 1998 | Pawel Scheremet                                 | Belarus                      | [ 23 ] |
| 1998 | Ruth Simon                                      | Eritrea                      | [ 23 ] |
| 1999 | Jesús Joel Díaz Hernández                       | Kuba                         | [ 24 ] |
| 1999 | Baton Haxhiu                                    | Jugoslawien                  | [ 24 ] |
| 1999 | Jugnu Mohsin und Najam Sethi                    | Pakistan                     | [ 24 ] |
| 1999 | María Cristina Caballero                        | Kolumbien                    | [ 24 ] |
| 2000 | Željko Kopanja                                  | Bosnien und Herzegowina      | [ 25 ] |
| 2000 | Modeste Mutinga                                 | Demokratische Republik Kongo | [ 25 ] |
| 2000 | Steven Gan                                      | Malaysia                     | [ 25 ] |
| 2000 | Mashallah Shamsolvaezin                         | Iran                         | [ 25 ] |
| 2001 | Jiang Weiping                                   | Volksrepublik China          | [ 26 ] |
| 2001 | Geoffrey Nyarota                                | Simbabwe                     | [ 26 ] |
| 2001 | Horacio Verbitsky                               | Argentinien                  | [ 26 ] |
| 2001 | Mazen Dana                                      | Palästina                    | [ 26 ] |
| 2002 | Ignacio Gómez                                   | Kolumbien                    | [ 27 ] |
| 2002 | Tipu Sultan                                     | Bangladesch                  | [ 27 ] |
| 2002 | Irina Petrushova                                | Kasachstan                   | [ 27 ] |
| 2002 | Fesshaye Yohannes                               | Eritrea                      | [ 27 ] |
| 2003 | Abdul Samay Hamed                               | Afghanistan                  | [ 28 ] |
| 2003 | Aboubakr Jamaï                                  | Marokko                      | [ 28 ] |
| 2003 | Musa Muradov                                    | Russland                     | [ 28 ] |
| 2003 | Manuel Vázquez Portal                           | Kuba                         | [ 28 ] |
| 2004 | Swjatlana Kalinkina                             | Belarus                      | [ 29 ] |
| 2004 | Aung Pwint und Thaung Tun                       | Birma                        | [ 29 ] |
| 2004 | Alexis Sinduhije                                | Burundi                      | [ 29 ] |
| 2004 | Paul Klebnikov †                                | Vereinigte Staaten           | [ 29 ] |
| 2005 | Galima Bukharbaeva                              | Usbekistan                   | [ 30 ] |
| 2005 | Beatrice Mtetwa                                 | Simbabwe                     | [ 30 ] |
| 2005 | Lúcio Flávio Pinto                              | Brasilien                    | [ 30 ] |
| 2005 | Shi Tao                                         | Volksrepublik China          | [ 30 ] |
| 2006 | Jesús Abad Colorado                             | Kolumbien                    | [ 31 ] |
| 2006 | Jamal Amer                                      | Jemen                        | [ 31 ] |
| 2006 | Madi Ceesay                                     | Gambia                       | [ 31 ] |
| 2006 | Atwar Bahjat †                                  | Irak                         | [ 31 ] |
| 2007 | Mazhar Abbas                                    | Pakistan                     | [ 32 ] |
| 2007 | Dmitry Muratov                                  | Russland                     | [ 32 ] |
| 2007 | Adela Navarro Bello                             | Mexiko                       | [ 32 ] |
| 2007 | Gao Qinrong                                     | Volksrepublik China          | [ 32 ] |
| 2008 | Bilal Hussein                                   | Irak                         | [ 33 ] |
| 2008 | Danish Karokhel und Farida Nekzad               | Afghanistan                  | [ 33 ] |
| 2008 | Andrew Mwenda                                   | Uganda                       | [ 33 ] |
| 2008 | Héctor Maseda Gutiérrez                         | Kuba                         | [ 33 ] |
| 2009 | Mustafa Haji Abdinur                            | Somalia                      | [ 34 ] |
| 2009 | Naziha Réjiba                                   | Tunesien                     | [ 34 ] |
| 2009 | Eynulla Fatullayev                              | Aserbaidschan                | [ 34 ] |
| 2009 | J. S. Tissainayagam                             | Sri Lanka                    | [ 34 ] |
| 2010 | Mohammad Davari                                 | Iran                         | [ 35 ] |
| 2010 | Nadira Isayeva                                  | Russland                     | [ 35 ] |
| 2010 | Dawit Kebede                                    | Äthiopien                    | [ 35 ] |
| 2010 | Laureano Márquez                                | Venezuela                    | [ 35 ] |
| 2011 | Mansoor Al-Jamri                                | Bahrain                      | [ 5 ]  |
| 2011 | Natalya Radina                                  | Belarus                      | [ 5 ]  |
| 2011 | Javier Valdez                                   | Mexiko                       | [ 5 ]  |
| 2011 | Umar Cheema                                     | Pakistan                     | [ 5 ]  |
| 2012 | Mauri König                                     | Brasilien                    | [ 10 ] |
| 2012 | Dhondup Wangchen                                | Volksrepublik China          | [ 10 ] |
| 2012 | Azimjon Askarov                                 | Kirgisistan                  | [ 10 ] |
| 2012 | Mae Azango                                      | Liberia                      | [ 10 ] |
| 2013 | Janet Hinostroza                                | Ecuador                      | [ 36 ] |
| 2013 | Bassem Youssef                                  | Ägypten                      | [ 36 ] |
| 2013 | Nedim Şener                                     | Türkei                       | [ 36 ] |
| 2013 | Nguyen Van Hai                                  | Vietnam                      | [ 36 ] |
| 2014 | Mikhail Zygar                                   | Russland                     | [ 37 ] |
| 2014 | Ferial Haffajee                                 | Südafrika                    | [ 37 ] |
| 2014 | Siamak Ghaderi                                  | Iran                         | [ 37 ] |
| 2014 | Aung Zaw                                        | Birma                        | [ 37 ] |
| 2015 | Zulkiflee Anwar Haque                           | Malaysia                     | [ 38 ] |
| 2015 | Raqqa is Being Slaughtered Silently             | Syrien                       | [ 38 ] |
| 2015 | Cándido Figueredo Ruíz                          | Paraguay                     | [ 38 ] |
| 2015 | Zone 9 Bloggers                                 | Äthiopien                    | [ 38 ] |
| 2016 | Mahmud Abu Zeid                                 | Ägypten                      | [ 39 ] |
| 2016 | Malini Subramaniam                              | Indien                       | [ 39 ] |
| 2016 | Can Dündar                                      | Türkei                       | [ 39 ] |
| 2016 | Óscar Martínez                                  | El Salvador                  | [ 39 ] |
| 2017 | Pravit Rojanaphruk                              | Thailand                     | [ 40 ] |
| 2017 | Ahmed Abba                                      | Kamerun                      | [ 40 ] |
| 2017 | Patricia Mayorga                                | Mexiko                       | [ 40 ] |
| 2017 | Afrah Nasser                                    | Jemen                        | [ 40 ] |
| 2018 | Amal Khalifa Idris Habbani                      | Sudan                        | [ 41 ] |
| 2018 | Nguyen Ngoc Nhu Quynh                           | Vietnam                      | [ 41 ] |
| 2018 | Luz Mely Reyes                                  | Venezuela                    | [ 41 ] |
| 2018 | Anastassija Stanko                              | Ukraine                      | [ 41 ] |
| 2019 | Patrícia Campos Mello                           | Brasilien                    | [ 42 ] |
| 2019 | Neha Dixit                                      | Indien                       | [ 42 ] |
| 2019 | Lucía Pineda Ubau und Miguel Mora               | Nicaragua                    | [ 42 ] |
| 2019 | Maxence Melo Mubyazi                            | Tansania                     | [ 42 ] |
| 2020 | Shahidul Alam                                   | Bangladesch                  | [ 43 ] |
| 2020 | Mohammad Mosaed                                 | Iran                         | [ 43 ] |
| 2020 | Dapo Olorunyomi                                 | Nigeria                      | [ 43 ] |
| 2020 | Swetlana Prokopjewa                             | Russland                     | [ 43 ] |
| 2021 | Kazjaryna Baryssewitsch                         | Belarus                      | [ 44 ] |
| 2021 | Anastasia Mejía                                 | Guatemala                    | [ 44 ] |
| 2021 | Matías Guente                                   | Mosambik                     | [ 44 ] |
| 2021 | Aye Chan Naing                                  | Myanmar                      | [ 44 ] |
| 2022 | Abraham Jiménez Enoa                            | Kuba                         | [ 45 ] |
| 2022 | Niyaz Abdullah                                  | Irak                         | [ 45 ] |
| 2022 | Sevgil Musaieva                                 | Ukraine                      | [ 45 ] |
| 2022 | Pham Doan Trang                                 | Vietnam                      | [ 45 ] |
| 2023 | Nika Gvaramia                                   | Georgien                     | [ 45 ] |
| 2023 | Shahina K.K.                                    | Indien                       | [ 45 ] |
| 2023 | María Teresa Montaño                            | Mexiko                       | [ 45 ] |
| 2023 | Ferdinand Ayité                                 | Togo                         | [ 45 ] |
| 2024 | Shrouq Al Aila                                  | Palästina                    | [ 45 ] |
| 2024 | Alsu Kurmasheva                                 | Vereinigte Staaten Russland  | [ 45 ] |
| 2024 | Quimy de León                                   | Guatemala                    | [ 45 ] |
| 2024 | Samira Sabou                                    | Niger                        | [ 45 ] |